# 徳川頼房
徳川 頼房（とくがわ よりふさ）は、常陸水戸藩の初代藩主。徳川家康の十一男で水戸徳川家の祖。

## 生涯
1603年（慶長8年）8月10日、江戸幕府創始者であった初代征夷大将軍徳川家康の十一男として山城国京都の伏見城において生まれる。家康62歳。母は蔭山殿。幼名は鶴千代。
1606年（慶長11年）9月23日、3歳にして常陸下妻10万石を、次いで1609年（慶長14年）12月12日、同母兄頼将（頼宣）の駿府転封によって新たに常陸水戸25万石を領したが、幼少のため父である大御所家康の許で育てられた。『南紀徳川史』では、頼房が徳川姓を許されたのは1636年（寛永13年）とし、それまでの33年間は「名字定まらず」としており、同母兄頼宣の分家とみなされていたという説もある。
1610年（慶長15年）7月、家康の命により、実子市姫を亡くした於勝（英勝院）の養子となる。1611年（慶長16年）に元服、頼宣と同様に清和源氏の通字の一つ「頼」の字を用いて頼房と名乗った。1614年（慶長19年）、大坂の陣では駿府城を守備した。
家康の死後、駿府から江戸に移ったのちもしばらく水戸藩領には赴かず、1619年（元和5年）10月、17歳のとき初めて就藩した。しかし2か月後の12月に江戸へ帰り、次の就藩は1625年（寛永2年）である。江戸と領地を往復している異母兄義直や頼宣と異なり、青年時代のほとんどを江戸で過ごした。これは異母兄である将軍秀忠が、頼房の1歳下の将軍世嗣家光の年齢の近い身内として、学友的な立場に置いておこうとしたためという説がある。一方で『水戸紀年』には、若年の頃の頼房が異様な衣服や刀を纏い、行儀や節度のない振る舞いがあり、幕府が附家老中山信吉を呼んで譴責を加えようとしたので、信吉が命を懸けて諌言し改めたという話が残っている。
1626年（寛永3年）8月19日、従三位権中納言（のちに正三位）に叙任する。これ以後、同家は権中納言を極官とした。
1625年（寛永2年）から1630年（寛永7年）まで、寛永3年の上洛の年を除いて毎年水戸に就藩し、水戸城の修復や城下町造営、さまざまな法令を定め、城下の整備を行った。しかし1631年（寛永8年）、秀忠が病となり（翌年1月死去）、家光の親政となると、頼房の就藩は途切れがちになり、家光死去の1651年（慶安4年）までの17年間、就藩はわずか3回となっている。このことが先例となり、水戸藩主は基本的に江戸常住である定府となった。
1630年（寛永10年）6月、家光が英勝院を通じて、「其方之御事は別而心安思候まま心中をのこさす万談合申事に候、兄弟有之候而もやくにたたす候間、此上は其方を兄弟同前に思候まま、弥万事其心得可有候（そなたのことはわけても心安く思い、何事も相談したいと思っている。兄弟はいても役に立たないので、そなたのことを兄弟同様に思っている。そなたもそう心得て欲しい）」との書状を送っている（徳川ミュージアム所蔵）。当時、家光の弟は2人いたが、同母弟忠長は改易となり高崎に幽閉中であり、異母弟保科正之は養子先の高遠藩3万石を継いでまだ2年目であった。一方、義直や頼宣には、かつて謀反の疑いがかけられるなど溝があった。こうしたことから、家光は頼房を頼りになる身内として江戸に常住させたようである。水戸家を俗に“副将軍”と称する論拠となった。
1661年（寛文元年）、水戸に就藩中に病となり、水戸城にて死去した。享年59（満57歳没）。

## 官職及び位階等の履歴
※日付＝旧暦
- 1606年（慶長11年）9月23日、常陸国下妻10万石を与えられる。
- 1609年（慶長14年）1月5日、従四位下・左衛門督。12月22日、常陸国水戸25万石に転封。
- 1611年（慶長16年）3月20日、正四位下・左近衛権少将。某月某日、元服。頼房と称する。
- 1617年（元和3年）7月、左近衛権中将
- 1620年（元和6年）8月21日、参議。左近衛権中将如元。
- 1622年（元和8年）10月、3万石加増
- 1626年（寛永3年）8月19日、従三位・権中納言
- 1627年（寛永4年）1月7日、正三位

## 就藩
下妻藩…就藩なし
水戸藩…計11回。
※日付＝旧暦
- 1619年（元和5年）10月就藩。同年12月帰府。
- 1625年（寛永2年）就藩、同年12月帰府。
- 1627年（寛永4年）7月就藩。同年12月帰府。
- 1628年（寛永5年）10月就藩。同年12月帰府。
- 1629年（寛永6年）11月就藩。同年12月帰府。
- 1630年（寛永7年）10月就藩。同年12月帰府。
- 1635年（寛永12年）8月就藩。同年12月帰府。
- 1642年（寛永19年）11月就藩。翌年3月帰府。
- 1648年（慶安元年）10月就藩。翌年4月帰府。
- 1657年（明暦3年）2月就藩。翌年1月帰府。
- 1661年（寛文元年）2月就藩。7月死去。

## 逸話
- 頼房の時代、水戸藩中間の茂兵衛が献上鮭を京都に運ぶ途中、岡部宿で十数人の旗本たちにからまれ道を塞がれた。茂兵衛は｢公用であるから｣と道を譲ってくれるよう頼んだが、旗本たちは刀を抜いて脅し通さなかったため押し問答の末乱闘となった。水戸藩の中間は脇差以外の帯刀を許されていなかったが、茂兵衛はそれでも旗本数人を斬り伏せるなど奮闘した。しかし、応援に駆け付けた旗本たちによって槍で刺され「馬にある荷物は水戸様より朝廷へのご献上品である。このことは必ず伝えおく」と言って息絶えた。頼房は茂兵衛の忠勇を讃え、遺体を手厚く葬るとともに記念碑を建て、以後公用に限り中間が太刀を帯びることを許可した[3]。
- 自身香道に優れ、香道に関する著書を為したとされる[4]が、伝存しない。

## 系譜
- 側室：高瀬局 - 谷重則娘
  - 長男：松平頼重 - 高松松平家祖
  - 三男：光圀
- 側室：勝 - 佐々木政勝娘
  - 長女：通子 - 松殿道昭婚約者
  - 次男：亀丸
  - 次女：万 - 太田資正室
  - 五女：菊 - 松平康兼室
  - 四男：松平頼元 - 守山松平家
  - 七男：松平頼雄 - 宍戸松平家
  - 女：松
  - 十女：千 - 真木景信室
- 側室：耶々 - 准尊娘
  - 三女：棄
  - 六女：小良（清因尼） - 英勝寺初代住持
  - 五男：松平頼隆 - 石岡松平家
  - 八男：松平頼泰 - 長倉松平家
  - 七女：利津 - 山野辺義堅室
  - 十一男：雑賀重義 - 雑賀重次養子
- 側室：喜佐 - 野沢常古娘
  - 四女：大姫 - 徳川家光養女、前田光高正室
- 側室：玉 - 光善寺長然娘、三木之次姪
  - 六男：松平頼利 - 松平求馬家
- 側室：愛 - 小森頼房娘
  - 九男：松平頼以
  - 十男：松平房時
- 側室：俊 - 系譜不明
  - 八女：布里 - 本多政利正室
  - 十一女：竹
  - 十二女：梅 - 宇都宮隆綱室
- 側室：七 - 大井田義能娘
  - 九女：犬 - 松平頼重養女、細川綱利室
  - 十三女：市 - 酒井忠治室
- 側室：幾都 - 高野清兵衛娘
  - 十五女：那阿 - 伊藤友次室
- その他
  - 養女：虎 - 田代信秀六女、鈴木重政室のちに離縁
  - 落胤説：大久保公忠

## 登場作品
- 大河ドラマ
  - 徳川家康 1983年 演：中村仁
  - 葵 徳川三代 2000年 演：大柴邦彦
- 西村弘毅 『或る一族の肖像』（郁朋社、2024年）頼房に仕えた武佐と武佐の父安休の歴史小説　ISBN 978-4-87302-824-8